# Debus (månekrater)
Debus er et nedslagskrater på Månen. Det befinder sig på Månens bagside bag den østlige rand og er opkaldt efter den tyske fysiker Kurt H. Debus (1908 – 1983).
Navnet blev officielt tildelt af den Internationale Astronomiske Union (IAU) i 2000. 
Før det blev omdøbt af IAU, hed dette krater "Hansky H".

## Omgivelser
Debuskrateret ligger øst-sydøst for Ganskiykrateret og lige vest for den enorme bjergomgivne slette Pasteur.

## Karakteristika
Krateret er cirkulært med et skålformet udseende. Randen er nedslidt, og der ligger adskillige småkratere langs kanten. Kraterbunden er forholdsvis jævn og næsten uden særlige landskabstræk.

## Måneatlas
- Billeder af Debuskrateret i LPI-måneatlasset